# Kieren Perkins
Kieren John Perkins (* 14. srpna 1973, Brisbane, Austrálie) je bývalý australský plavec. Je považován[kým?] za jednoho z nejlepších závodníků ve vytrvaleckých disciplínách.

## Sportovní kariéra
Narodil se a vyrůstal v Brisbane. S plaváním začal ve věku osmi let, nejprve jako součást rehabilitace po vážném úrazu nohy. Brzy se však projevil jeho talent a začal se věnovat plavání závodně. První medaile získal na Hrách britského společenství v letech 1989 a 1990. V roce 1992 se prosadil do pozice nejlepšího plaveckého vytrvalce. V dubnu tohoto roku vylepšil světový rekord na 1500 metrů, a znovu jej výrazně (o téměř 5 sekund) překonal ve finále olympijských her 1992. Vybojoval tak zlatou medaili. V roce 1992 byl krátce držitelem rekordu i na 400 metrů volný způsob, ve finále olympijského závodu však jeho rekord překonal a na druhou olympijskou příčku jej odsunul Jevgenij Sadovyj. V roce 1994 zvítězil na obou oblíbených tratích na mistrovství světa a získal čtyři zlaté medaile na Hrách britského společenství. V tomto roce překonal opět rekordy na 400, 800 i 1500 metrů a byl vyhlášen nejlepším světovým plavcem roku. V roce 1996 se potýkal s poklesem formy. Na australské kvalifikaci na olympijské hry 1996 se neprobojoval do nominace na 400 metrů, ačkoliv držel světový rekord. Na olympiádě tak startoval jen na 1500 metrů a nebyl hlavním favoritem, tím byl jeho týmový kolega Daniel Kowalski. Ve finále však dominoval a obhájil své zlato z Barcelony. V kariéře pokračoval až do roku 2000, i když mezitím jej výsledkově přerostl Grant Hackett, který mu také sebral rekordy na 800 a 1500 metrů. Na "domácích" olympijských hrách 2000 v Sydney získal stříbro právě za Hackettem.

## Mimořádné úspěchy a ocenění
- světový rekordman na 400, 800 a 1500 m volný způsob
- nejlepší světový plavec roku 1994
- člen Mezinárodní plavecké síně slávy od roku 2006

## Osobní rekordy
- 400 m volný způsob: 3:43,80 (1994, Řím)
- 800 m volný způsob: 7:46,00 (1994, Victoria (Kanada))
- 1500 m volný způsob: 14:41,66 (1994, Victoria)